# Giulia Novelli
Giulia Novelli (Roma, Itàlia, 1859 - Moià, 21 de juny de 1932) fou una mezzosoprano operística italiana.
Novelli va néixer i estudiar cant a Roma, al Conservatori de Santa Cecília, conegut també com a Acadèmia de Santa Cecília, amb el professor Belli. Va fer el seu debut professional operístic a aquesta ciutat el 1875, debutant en el paper de Pierrotto de l'òpera Linda di Chamounix de Gaetano Donizetti. A la dècada del 1880 va tenir una carrera molt reeixida a nivell internacional. Va actuar a l'Òpéra de Montecarlo (1884), al Teatro San Carlo de Nàpols (1888, 1891), al Teatro Colón de Buenos Aires (1888), al Teatro Municipal de Rio de Janeiro i al Gran Teatre del Liceu de Barcelona.
El maig de 1881 va participar al Teatro Costanzi de Roma de les representacions d'Il trovatore de Giuseppe Verdi, en el paper d'Azucena, al costat d'Amalia Fossa com a Leonora, Massimo Ciapini com a Conte de Luna i Sani Giuseppe com a Manrico. Amb els mateixos cantants i al mateix teatre va participar en La forza del destino de Verdi, en el paper de Preziosilla, a partir del juny de 1881, una obra que repetira el novembre del mateix any en aquell teatre. El 30 de juliol de 1881 va participar en l'estrena de l'òpera Jella de Giovanni Bolzoni al Teatro Municipale de Piacenza, al costat del baríton Giuseppe Campanari i de la soprano Carolina Di Monale. Uns mesos més tard, l'11 de setembre de 1881 va cantar el paper d'Amneris de l'òpera Aida de Verdi al Municipale de Piacenza. Després va marxar de nou al Teatro Costanzi de Roma, on va cantar Aida a partir del 8 d'octubre de 1881, al costat de Teresina Singer com a Aida i de Giovanni Sani com a Radamés,
Al Liceu va debutar en la temporada 1882-1883, debutant en el paper d'Amneris de l'òpera Aida de Verdi el 6 de gener de 1883. El 15 de gener va cantar Ruy Blas de Filippo Marchetti i el 26 de febrer va participar en l'estrena al Liceu de l'òpera La Gioconda d'Amilcare Ponchielli, fent el paper de Laura. El 6 de març de 1883 cantà el paper d'Ortruda de l'òpera Lohengrin de Richard Wagner (en italià), obra que es va interpretar en l'homenatge al compositor alemany del 13 de març, deu dies després de la seva mort.
Després d'unes actuacions a Saragossa, al costat dels cantants Julián Gayarre i Eugeni Labán, va participar al Liceu també en la següent, la temporada 1883-1884, que va començar amb Aida el 27 d'octubre de 1883, amb Novelli en el paper d'Amneris. A partir del 17 de novembre va cantar el paper de la reina Gertrude de l'òpera Amleto (Hamlet) d'Ambroise Thomas. La següent òpera a la qual hi va participar va ser La favorita de Gaetano Donizetti, a partir del 15 de desembre.
El 1885 va cantar el paper principal de l'òpera Carmen de Georges Bizet al Teatro São Carlos de Lisboa.
El juliol de 1886 va interpretar el paper de Leonora de La favorita de Donizetti al Teatro La Fenice de Venècia. L'agost del mateix any va fer el paper de Maddalena de l'òpera Rigoletto de Verdi al mateix teatre.
El 16 d'octubre de 1887 va cantar al Teatro dal Verme de Milà el paper d'Orlamunda a l'estrena de l'òpera Il Conte di Gleichen de Salvatore Auteri-Manzocchi.
El 1888 va cantar el paper de Loretta a l'estrena mundial d'Asrael d'Alberto Franchetti al Teatro Municipale de Reggio de l'Emília.
El maig de 1889 va cantar Il trovatore de nou al Teatro Costanzi de Roma.
De nou va aparèixer al Liceu de Barcelona en la temporada 1889-1890. A partir del 12 de novembre de 1889 cantà el paper d'Azucena d'Il trovatore de Verdi i a partir del 21 de novembre Lohengrin.
El 20 de novembre de 1890 va participar en l'estrena d'una nova òpera, Andrea del Sarto del compositor Vittorio Baravalle, una obra que va repetir l'abril de 1891 al Teatro Costanzi de Roma.
El 1891 va cantar el paper d'Eutibide en l'estrena de l'òpera Spartaco de Pietro Platania, al Teatro San Carlo de Nàpols, repetint obra al Teatro Costanzi de Roma el maig del mateix any.
El 1892 va interpretar el paper d'Anacoana a l'estrena mundial de Cristoforo Colombo de Franchetti al Teatro Carlo Felice de Gènova, amb el baríton Giuseppe Kaschmann en el paper de Cristòfor Colom i Elvira Colonnese en el de la reina Isabel I de Castella. Altres papers foren interpretats per Edoardo Garbin, Antonio Pini-Corsi i Francesco Navarrini.
El gener de 1893 va cantar el paper d'Ortrude de Lohengrin al Teatre Principal de València, coincident en escena amb el tenor Francesc Viñas, futur marit seu. Es van casar aquell mateix any i van tenir una filla, Mercè Viñas i Novelli (1899-1969), que es va casar amb el metge doctor Jacint Vilardell i Permanyer (1894-1967). L'any 1893 Francesc Viñas va fer una gira per Anglaterra i a finals d'any va marxar als Estats Units d'Amèrica, arribant de tornada a Moià a primers de juliol de 1894, on l'esperava la seva esposa. Després de casar-se Giulia es va retirar dels escenaris, tret d'alguna excepció, com ara quan cantà el paper d'Ortrude de Lohengrin a partir del 21 de desembre de 1899 al Teatro Costanzi de Roma, amb Francesc Viñas com a Lohengrin, i el d'Amneris a partir del 3 de febrer de 1900 al mateix teatre, també al costat del seu marit, que feia el de Radamés. Aquestes actuacions semblen ser les darreres de la seva carrera.
Els seus altres papers operístics incloïen Eboli de Don Carlos de Verdi, Ulrica d'Un ballo in maschera de Verdi i Pamela de Fra Diavolo de Daniel Auber.